# Перперикон
Перперикон (болг. Перперикон, так же Гиперперакион) — древний фракийский город, расположенный в восточных Родопах, в 15 км северо-восточнее от города Кырджали, в Болгарии. Расположен на 470-метровом скалистом холме.
Представляет собой огромное мегалитическое святилище, которое в древности было святилищем Диониса. Считается, что в Перпериконе находится могила Орфея. Относится к эпохе неолита. В средние века являлся важным городским центром Византийской империи, Первого и Второго Болгарского царств, а также христианским архиепископством.

## В художественной литературе
Небольшая поэма Михаила Казовского «Легенда о Перпериконе» (2008) об истории завоевания Фракии римлянами; один из главных героев поэмы — юный Спартак.

## Галерея
- Гробницы правителей
- Другие древние здания